# Heliconia bihai
Heliconia bihai – gatunek roślin z rodziny helikoniowatych. Pochodzi z północnej części Ameryki Południowej. Popularnie uprawiana jako roślina ozdobna w całej strefie międzyzwrotnikowej. Strefy mrozoodporności: 9-11.

## Morfologia
PokrójBylina osiągająca wysokość do 5 m.
LiściePodłużne, osadzone pochwiasto, podobne do liści bananowca, o długości 15–60 cm, szerokości 6–12 cm. Wyraźny nerw środkowy.
KwiatyW stojących kwiatostanach z kilkoma łódkowatymi, twardymi, jasnoczerwonymi podkwiatkami o długości do 15 cm, z zielonymi krawędziami. Kwiaty wzniesione.